# Twilight in Olympus
Twilight in Olympus è il quarto album del gruppo progressive metal statunitense Symphony X.
Sonata è basata sulla Patetica di Beethoven.
Una strofa di Orion - The Hunter riprende fedelmente la melodia delle strofe di The Raging Seasons, contenuta nel primo album della band.

## Tracce
1. Smoke and Mirrors - 6:09
2. Church of the Machine - 8:57
3. Sonata - 1:25
4. In the Dragon's Den - 4:00
5. Through the Looking Glass (Part I, II, III) - 13:05
6. The Relic - 5:03
7. Orion - The Hunter - 6:56
8. Lady of the Snow - 7:09

## Formazione
- Russell Allen - voce
- Michael Romeo - chitarra
- Michael Pinnella - tastiera
- Thomas Miller - basso
- Tom Walling - batteria